# Złamanie otwarte

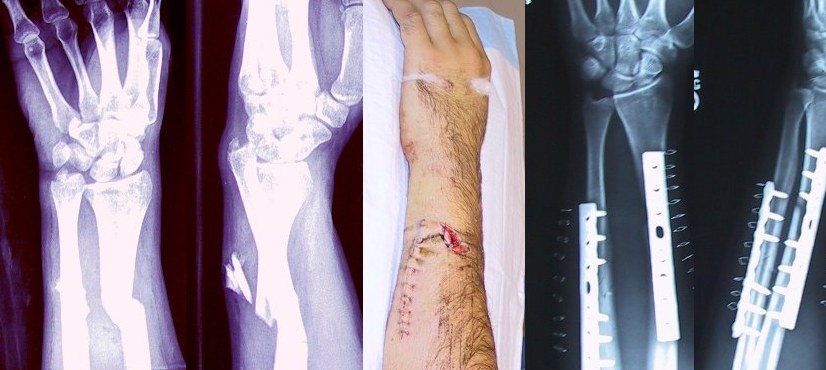
Otwarte złamanie przedramienia.

Złamanie otwarte (łac. fractura aperta) – złamanie, w którym dochodzi do przebicia przez odłamy kostne tkanek miękkich. W przypadku złamań otwartych leczenie i rokowanie zależne jest od stopnia uszkodzenia tkanek, dlatego dokonano ich podziału na trzy stopnie:
1. Przebicie tkanek miękkich przebiega z ich minimalnym uszkodzeniem.
2. Odłamy kostne są widoczne, a stopień uszkodzenia tkanek duży.
3. W złamaniu występują liczne odłamy kostne oraz poważne ubytki tkankowe.

W leczeniu złamań otwartych niezbędne jest, obok repozycji, także chirurgiczne opracowanie rany – przy czym im wyższy stopień złamania, tym częściej zachodzi konieczność wewnętrznej stabilizacji odłamów kostnych, należy także pamiętać o konieczności osłony antybiotykowej.